# 10 Dinge, die ich an Dir hasse
10 Dinge, die ich an Dir hasse ist eine US-amerikanische Liebeskomödie des Regisseurs Gil Junger aus dem Jahr 1999, die auf William Shakespeares Theaterstück Der Widerspenstigen Zähmung basiert. Die Handlung wurde in eine US-amerikanische Highschool verlegt.

## Handlung
Cameron James verliebt sich an seiner neuen Schule, der Padua High, in die hübsche Bianca Stratford, deren Lieblingsbeschäftigung es ist, sich mit ihrer Freundin Chastity über die philosophischen Aspekte ihrer Designerklamotten zu unterhalten.
Bianca ist allerdings mehr an dem Schönling und geistigen Tiefflieger Joey Donner interessiert. Sie darf aber ohnehin erst dann ausgehen, wenn ihre ältere Schwester Kat auch ein Date hat. Der Vater der Mädchen, ein alleinstehender Gynäkologe, hat diese Regel aus Angst vor einer ungewollten Schwangerschaft seiner Tochter festgelegt. Kat ist an der Schule als widerspenstige Kratzbürste bekannt, folglich geht ihr Vater davon aus, dass sie keine Verabredung bekommt.
Cameron und sein neuer Freund Michael bringen Joey dazu, den als harten Rocker geltenden Patrick Verona zu bezahlen, um Kat zu verführen. Der Plan geht für Cameron zunächst nicht auf, da Bianca weiterhin an Joey Interesse zeigt. Patrick hat bei der widerspenstigen Schwester mehr Glück – bis Kat bei einem Abschlussball der Schule erfährt, dass Patrick Geld für ihre Verabredungen erhalten hat. Kat verlässt den Ball wütend, weil sie von Patrick enttäuscht ist. Erst nach dem Abschlussball gesteht sie Patrick während des Unterrichts in einem Gedicht, was sie empfindet. Bianca geht mit Cameron zu dem Abschlussball und erfährt dort, dass Joey nur Interesse an ihr zeigt, um am Ende des Abends mit ihr zu schlafen. Sie bleibt mit Cameron zusammen, und Kat wird mit Patrick glücklich, der ihr von dem Geld, welches er für die Dates von Joey bekommen hat, eine Gitarre kauft. Sie freut sich sehr über die Gitarre und verzeiht ihm.

## Bezüge zu Shakespeare
10 Dinge, die ich an Dir hasse enthält, was die Handlung und die Namensgebung der Figuren und deren Charaktere betrifft, viele Bezüge zu Shakespeares Komödie Der Widerspenstigen Zähmung.

### Namensgebung
Sowohl in Shakespeares Stück als auch im Film heißen die Schwestern Katharina und Bianca. Der einzige Unterschied besteht in der Schreibweise von Katharina, die im Film ohne h geschrieben wird.
Ihr Nachname ist Stratford, was auf Shakespeares Geburtsort Stratford-upon-Avon in England anspielt. Im Theaterstück heißt Katharinas Freier Petruchio von Verona, woraus im Film Patrick Verona wird.
Der Name der Highschool im Film ist Padua, wie der Name der Stadt, in der Shakespeare sein Stück hat spielen lassen.

### Handlung
Auch bei der Handlung fallen Parallelen auf. In Shakespeares Stück möchte Lucentio Bianca heiraten, doch zuerst muss ihre ältere Schwester Katharina einen Mann finden. Im Film möchte Cameron Bianca zwar nicht gleich heiraten, sondern nur mit ihr ausgehen, aber wie bei Der Widerspenstigen Zähmung muss erst Katarina ein Date finden.
Um ihr trotzdem nahe sein zu können, gibt sich Biancas Verehrer im Stück als Lehrer aus und sucht einen möglichen Freund bzw. Ehemann für Katharina.
Er trifft auf Petruchio bzw. Patrick, der unkonventionell genug ist, um sich auf die anspruchsvolle, rebellische Katarina einzulassen. Im Film willigt er für das Geld ein, das ihm ein anderer Verehrer Biancas anbietet, bei Shakespeare gibt er sich mit der Mitgift zufrieden.

## Produktion

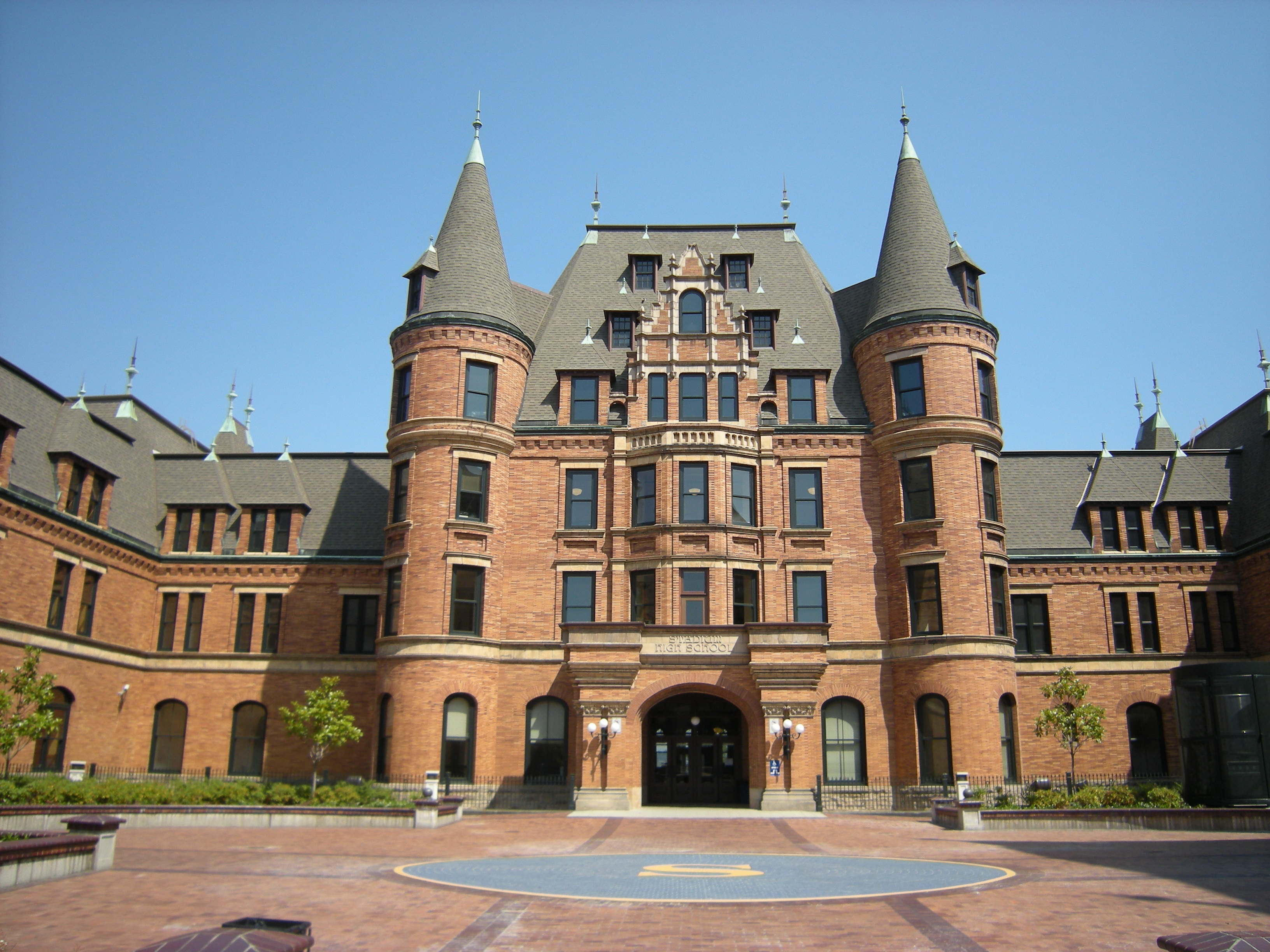
Stadium High School in Tacoma

Das Originaldrehbuch wurde am 12. November 1997 fertiggestellt.
Der Titel ist eine Anspielung an ein Gedicht von Elizabeth Barrett Browning aus ihrem Gedichtband Sonnets from the Portuguese („How do I love thee? Let me count the ways.“). Zum Ende des Films zählt Kat in einem vor der Klasse verlesenen Gedicht, das als Neufassung von Shakespeares 141. Sonett gemeint ist, auf, was sie an Patrick hasst; allerdings kommt sie hier auf mehr als zehn Punkte.
Viele Szenen wurden in der Stadium High School und einem weiteren Haus vor Ort in Tacoma, Washington gedreht. Im Film wird die Schule Padua High School genannt. Die Abschlussball-Szene wurde innerhalb von drei Tagen in Seattle gedreht.
Die Kostümbildnerin Kim Tillman gestaltete die Kleider für Larisa Oleynik und Julia Stiles und die historischen Outfits für Susan May Pratt und David Krumholtz. Das Kleid von Gabrielle Union für den Abschlussball wurde von Modeschöpferin Betsey Johnson entworfen.

## Synchronisation
Die Produktion erfolgte bei Berliner Synchron nach dem Dialogbuch und unter der Dialogregie von Andreas Pollak.
| Rolle              | Schauspieler         | Sprecher           |
| ------------------ | -------------------- | ------------------ |
| Bogie Lowenstien   | Kyle Cease           | Michael Iwannek    |
| Cameron James      | Joseph Gordon-Levitt | Wanja Gerick       |
| Joey Donner        | Andrew Keegan        | Dennis Schmidt-Foß |
| Mandella           | Susan May Pratt      | Manja Doering      |
| Michael Eckman     | David Krumholtz      | Simon Jäger        |
| Mr. Morgan         | Daryl Mitchell       | Torsten Michaelis  |
| Mr. Stratford      | Larry Miller         | Roland Hemmo       |
| Mrs. Perky         | Allison Janney       | Gertie Honeck      |
| Bianca Stratford   | Larisa Oleynik       | Julia Ziffer       |
| Chastity           | Gabrielle Union      | Ursula Hugo        |
| Katarina Stratford | Julia Stiles         | Alexandra Wilcke   |
| Patrick Verona     | Heath Ledger         | Torsten Sense      |

## Musik
Im Film treten zwei Partybands auf. Dabei handelt es sich um die Pop-Skagruppe Save Ferris und die Popband Letters to Cleo. Letztere coverten für den Film Cheap Tricks I Want You To Want Me.
Zum Film erschien ein Soundtrackalbum, auf dem neben den genannten Bands auch unter anderem Madness, George Clinton, The Cardigans und Sister Hazel vertreten sind. Verschiedene andere Lieder aus dem Film, unter anderem von Joan Jett und The Notorious B.I.G., sind nicht auf dem Album enthalten.

## Auszeichnungen
- Julia Stiles erhielt den Chicago Film Critics Association Award als vielversprechendste Schauspielerin. Sie gewann auch einen MTV Movie Award als Beste Newcomerin.
- Heath Ledger erhielt für seine Interpretation des Frankie-Valli-Songs Can’t Take My Eyes Off Of You die Auszeichnung in der Kategorie Beste Musicalperformance.
- Beiden Schauspielern wurde der Teen Choice Award für die beste Liebesszene verliehen.
- Der Youngstar Award ging für die beste Leistung eines jungen Schauspielers in einer Komödie an Joseph Gordon-Levitt. Nominiert für die beste Leistung einer Schauspielerin waren sowohl Larisa Oleynik als auch Julia Stiles.
- Marcia Ross und Donna Morong waren für den Artios – Preis der Casting Society of America – für das beste Casting in der Kategorie Komödie nominiert.
- Die Deutsche Film- und Medienbewertung FBW in Wiesbaden verlieh dem Film das Prädikat wertvoll.

## Einspielergebnis
Der Film hatte ein weltweites Einspielergebnis von rund 53 Millionen US-Dollar, wobei dem Film Produktionskosten in Höhe von 30 Millionen US-Dollar gegenüber standen.

## TV-Adaption
Im Jahr 2009 strahlte der US-amerikanische Kabelsender ABC Family eine halbstündige Comedyserie aus, die auf dem Film basiert. Die Namen der Figuren wurden beibehalten. Sie wurde nach einer Staffel mit 20 Episoden abgesetzt.